# Paratyphoïde
 Mise en garde médicale
La fièvre paratyphoïde, mieux connue simplement comme paratyphoïde, est une infection bactérienne causée par l'un des trois types de Salmonella enterica enterica (A, B ou C).
Les symptômes commencent généralement 6 à 30 jours après l'exposition et sont identiques à ceux de la fièvre typhoïde. Souvent, une forte fièvre se manifeste progressivement pendant plusieurs jours. Faiblesse, perte d'appétit et maux de tête sont également fréquents. Certaines personnes développent une éruption cutanée avec des taches rosées. Sans traitement, les symptômes peuvent durer des semaines ou des mois.
D'autres personnes peuvent être porteuses de la bactérie sans être touchées. Cependant, ils sont toujours capables de transmettre la maladie à d'autres personnes.